# بيرني وينتيرز
بيرني وينتيرز (بالإنجليزية: Bernie Winters)‏ هو موسيقي وممثل بريطاني، ولد في 9 يونيو 1932 في إيزلينغتون ‏ في المملكة المتحدة، وتوفي في 5 أبريل 1991 في لندن في المملكة المتحدة بسبب سرطان المعدة.

## وصلات خارجية
- بيرني وينتيرز على موقع IMDb (الإنجليزية)
- بيرني وينتيرز على موقع ميوزك برينز (الإنجليزية)
- بيرني وينتيرز على موقع قاعدة بيانات الفيلم (الإنجليزية)